# Romulea ramiflora
Romulea ramiflora är en irisväxtart som beskrevs av Michele Tenore. Romulea ramiflora ingår i släktet Romulea och familjen irisväxter.

## Underarter
Arten delas in i följande underarter:
- R. r. gaditana
- R. r. ramiflora

## Bildgalleri

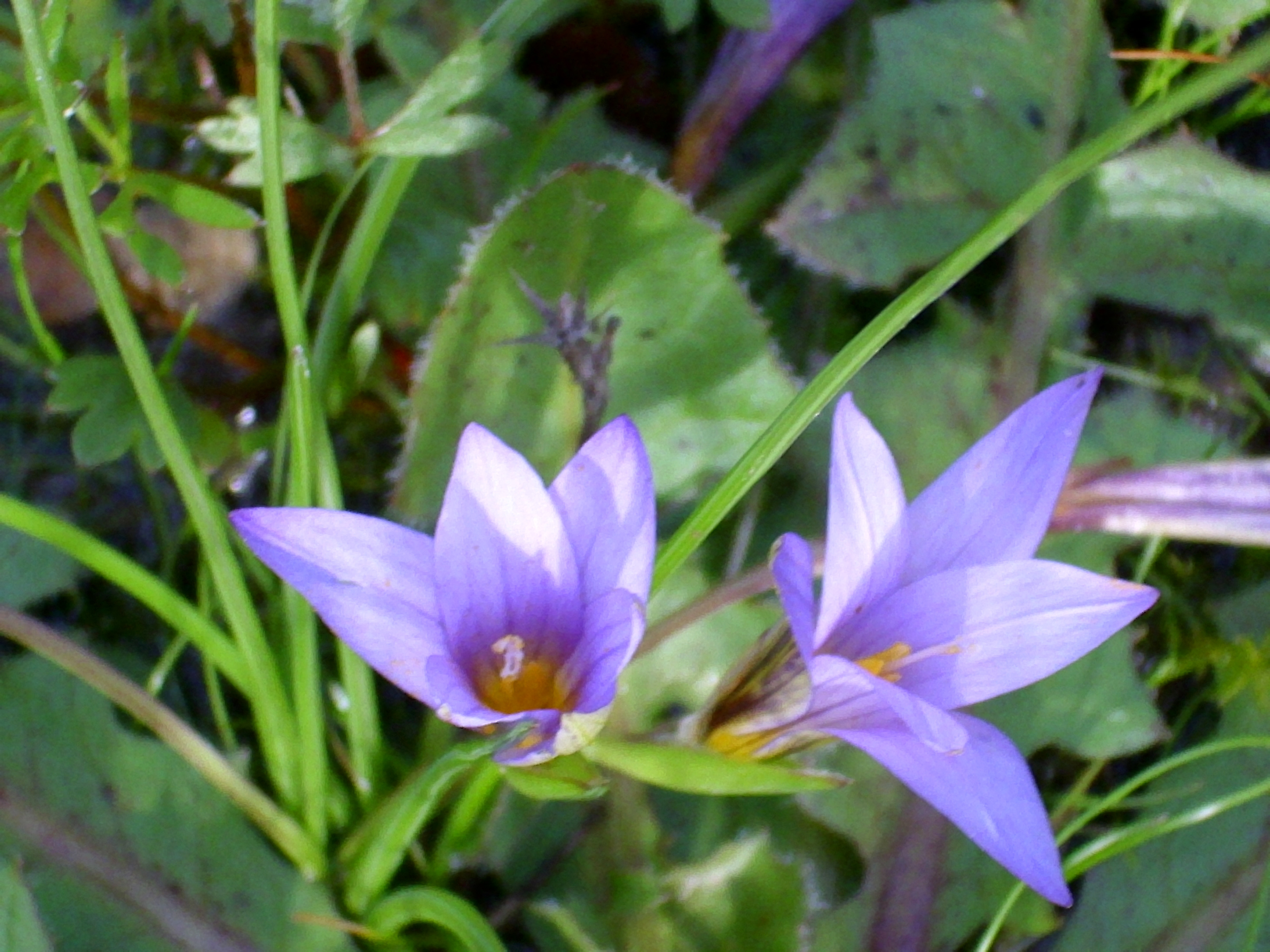
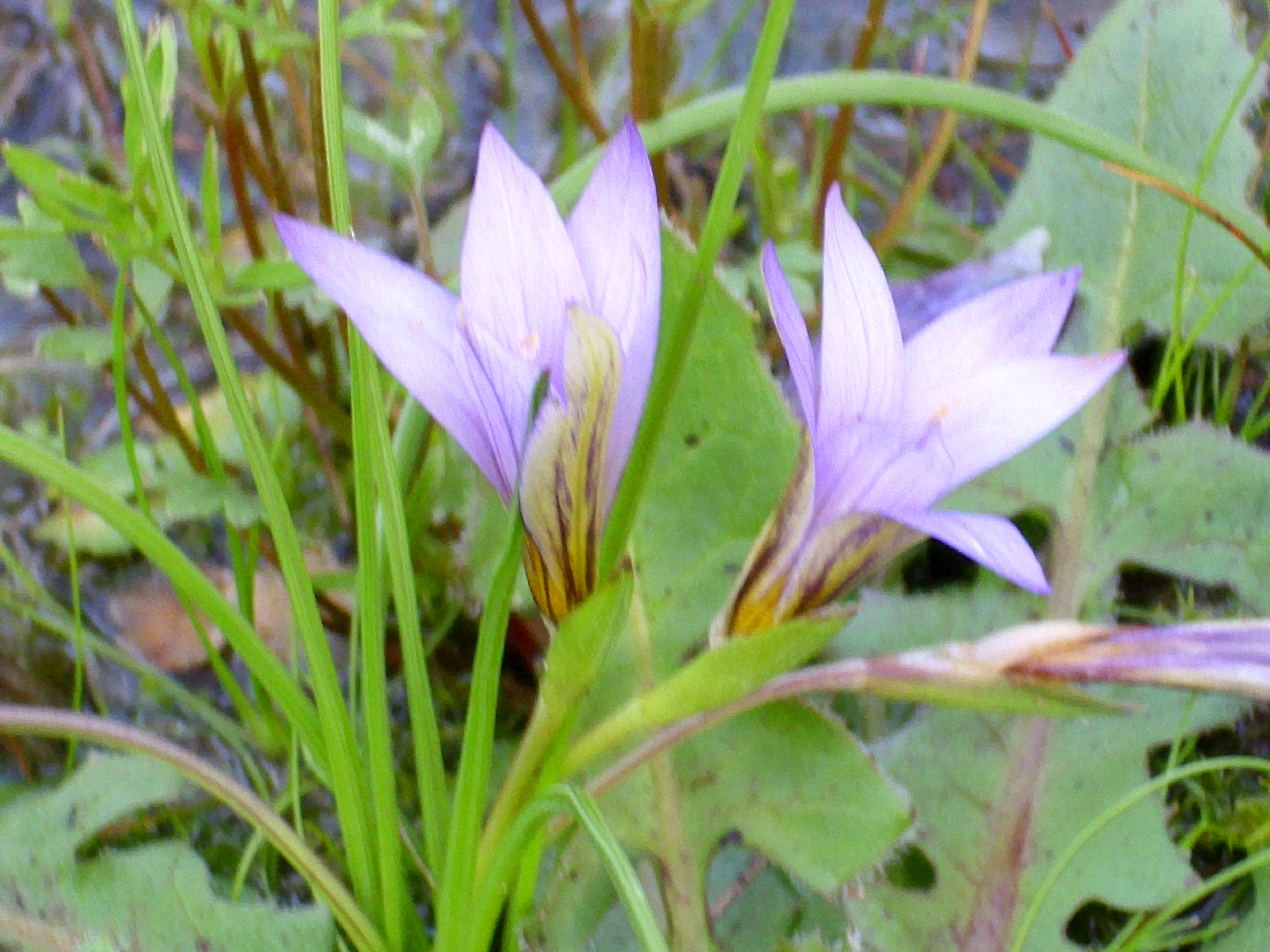
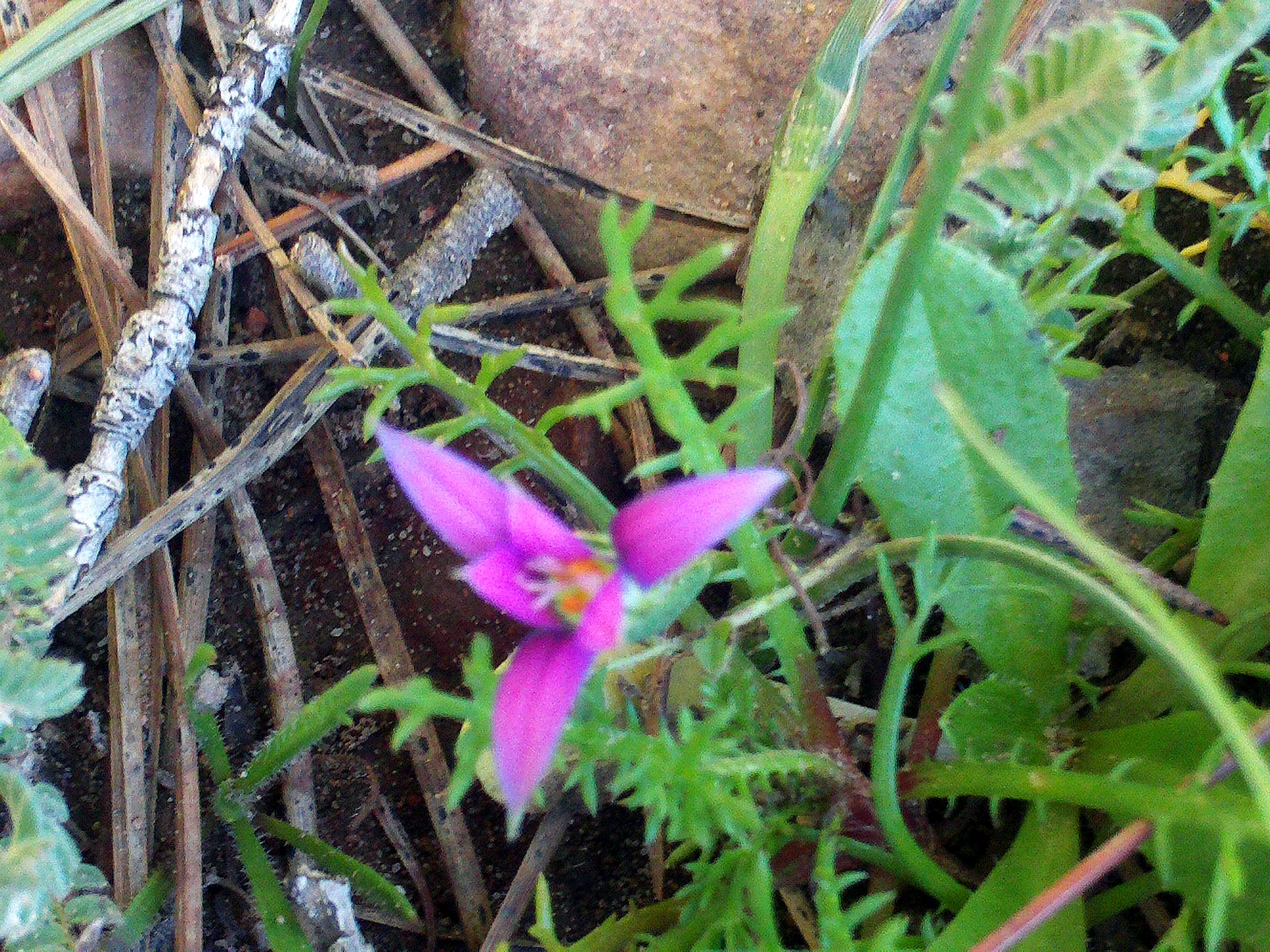
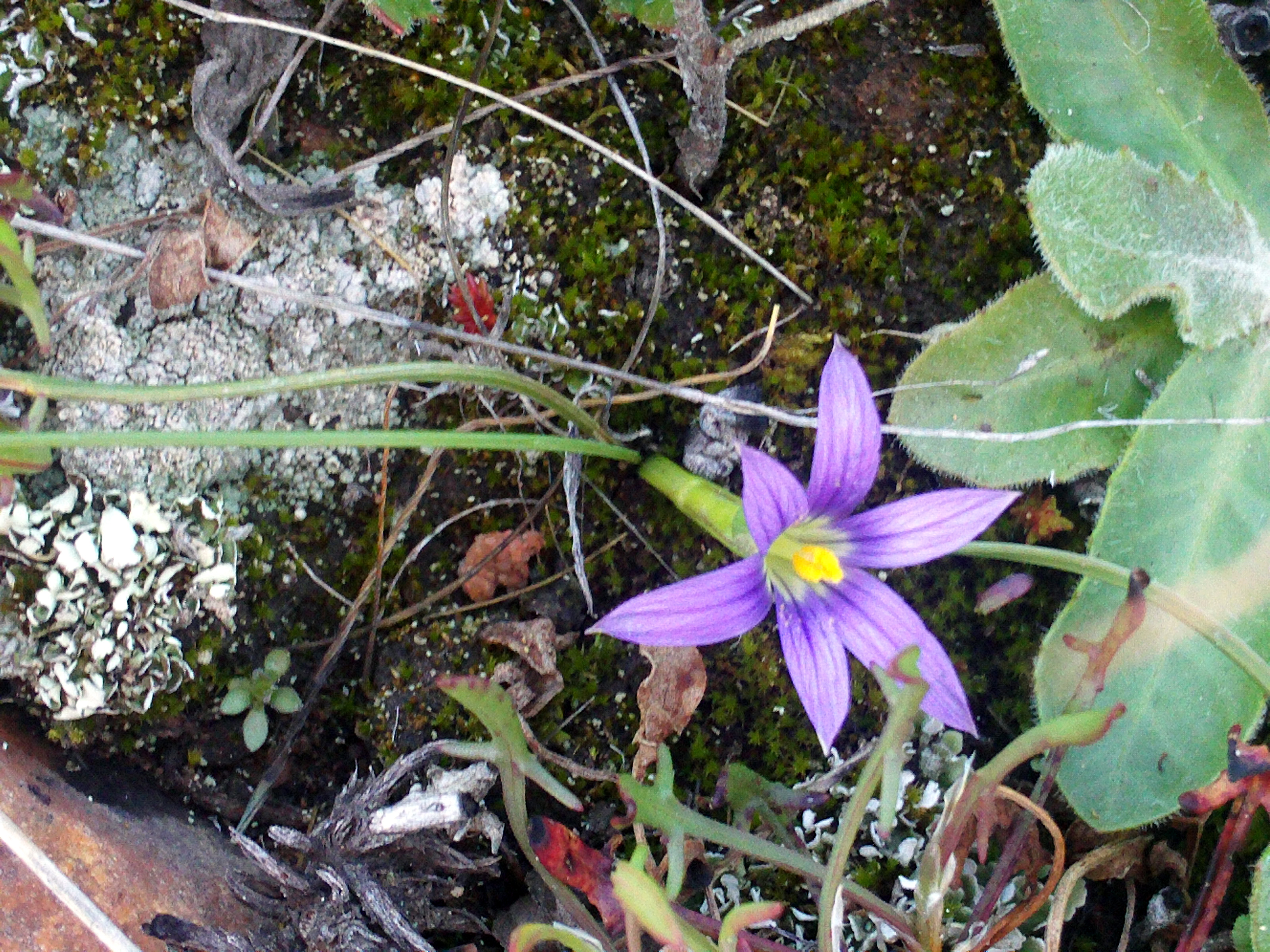